# Trường Trung học phổ thông chuyên Nguyễn Quang Diêu
Trường Trung học phổ thông chuyên Nguyễn Quang Diêu (có tên tiếng Anh là: Nguyen Quang Dieu High School for the Gifted) là một trường Trung học phổ thông chuyên công lập tọa lạc tại Thành phố Cao Lãnh, tỉnh Đồng Tháp, Việt Nam, thuộc hệ thống các trường Trung học phổ thông chuyên dưới sự quản lý của Bộ Giáo dục và Đào tạo Việt Nam. Đây là một trong số hai trường Trung học phổ thông chuyên duy nhất trên địa bàn tỉnh Đồng Tháp, Việt Nam trực thuộc của Sở Giáo dục và Đào tạo tỉnh Đồng Tháp (trường còn lại là trường Trung học phổ thông chuyên Nguyễn Đình Chiểu). Đến ngày 08 tháng 7 năm 2011,  nhằm đáp ứng nhu cầu cơ sở vật chất theo quyết định số 91/QĐ-UBND-TL[1] của Ủy ban Nhân dân tỉnh Đồng Tháp, trường Trung học phổ thông chuyên Nguyễn Quang Diêu tách ra từ trường Trung học phổ thông Thành phố Cao Lãnh và được dời về cơ sở mới- đến nay.

## Lịch sử
Trường Trung học phổ thông chuyên Nguyễn Quang Diêu, trước đây là Trường Trung học phổ thông Thành phố Cao Lãnh, được thành lập vào năm 1956 tại tỉnh Đồng Tháp. Vào ngày 08 tháng 7 năm 2011, nhằm đáp ứng nhu cầu cơ sở vật chất, Trường Trung học Phổ thông chuyên Nguyễn Quang Diêu tách ra từ trường Trung học Phổ thông Thành phố Cao Lãnh và dời về cơ sở mới. Hiện tại, trường tọa lạc tại đường Lê Đại Hành, phường Mỹ Phú, thành phố Cao Lãnh.

## Khuôn viên

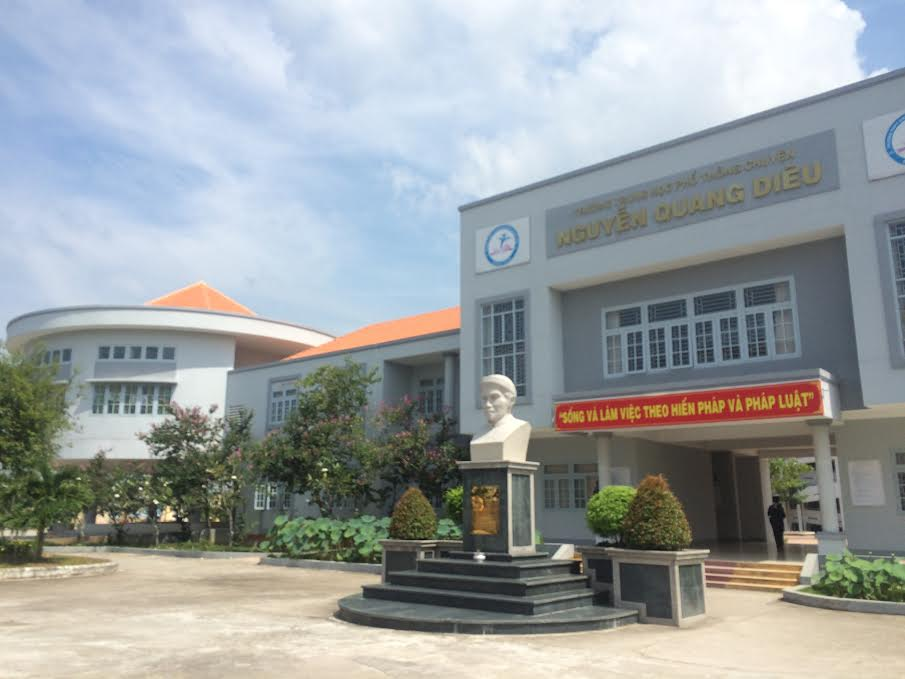
Cổng trường Trung học Phổ thông Nguyễn Quang Diêu

Trường bắt đầu dự án mở rộng diện tích bằng một lễ động thổ vào ngày 08 tháng 7 năm 2016. Khuôn viên trường rộng 1575 mét vuông gồm 3 khu riêng biệt: toà nhà hành chính, các dãy phòng học, và các phòng thí nghiệm. Với bốn dãy nhà ba tầng, tổng cộng 24 phòng học được trang bị mỗi phòng một TV thông minh, 13 phòng bộ môn cùng với 3 phòng thí nghiêm phục vụ cho một số môn đặc thù. Giữa khuôn viên trường là một sân lớn. Đây là khu vực giảng dạy môn Thể dục, Giáo dục Quốc phòng, và lễ chào cờ đầu tuần vào mỗi sáng thứ hai, đây cũng là nơi học sinh vui chơi và giải trí trong thời gian giải lao và sau giờ học.
Từ cổng đi vào, sau khi qua tượng cụ Nguyễn Quang Diêu, ta sẽ thấy hai hồ sen nhỏ. Bên cạnh đó, trong khuôn viên trường còn bao gồm một căn tin nằm bên phải cổng trường, phục vụ buổi ăn sáng, ăn trưa và bán thức ăn vặt cho học sinh. Bên trái cổng trường chính là một hồ cá cảnh nhỏ.
Học sinh trong trường thường xuyên lao động tình nguyện trong khuôn viên nhà trường nhằm xây dựng ngôi trường Xanh - Sạch - Đẹp và bảo vệ cơ sở vật chất khỏi những thiệt hại trong quá trình phục vụ công việc giảng dạy.
Hiện tại, trường đang xây dựng các hạng mục trong giai đoạn 2 của tổ hợp trường, bao gồm cả ký túc xá, nhằm phục vụ các học sinh tương lai. Bên cạnh đó, trường cũng xây dựng thêm các hạng mục khác như hồ bơi, sân vận động... 

## Học sinh và giáo viên, cán bộ, công nhân viên
Trong năm học 2015 - 2016, trường có hơn 800 học sinh đến từ các huyện, thị, thành trong tỉnh Đồng Tháp. Giống như các trường Trung học phổ thông khác ở Việt Nam, trường đào tạo 3 khôí lớp 10, 11 và 12. Trung bình mỗi khối có khoảng 270 học sinh. Năm 2015, 100% học sinh của trường tốt nghiệp Trung học Phổ thông.
Trường có 64 giáo viên. Năm 2015, 27 giáo viên của trường có bằng Thạc sĩ trong nhiều lĩnh vực. Ở hầu hết mỗi lớp, tỉ lệ học sinh: giáo viên xấp xỉ 35: 1. Tháng 8 năm 2015, trường chào đón Trợ giảng tiếng Anh từ chương trình Fulbright để nâng cao chất lượng tiếng Anh cho học sinh trong trường trong vòng 10 tháng. 

## Tuyển sinh
Để được theo học tại trường, học sinh phải tham gia kì thi Tuyển sinh lớp 10 của Sở Giáo dục Đào tạo tỉnh Đồng Tháp. Mỗi kì thi bao gồm 3 môn bắt buộc (Ngữ Văn, Toán và tiếng Anh) cùng với một hay hai môn chuyên tự chọn, được xếp ưu tiên theo thứ tự nguyện vọng đã ứng tuyển ban đầu. 35 học sinh cao điểm nhất sẽ được chọn vào học tại mỗi lớp chuyên trong tổng số 6 lớp. Trường cũng chọn một lớp không chuyên với học sinh dao động trong khoảng 40 học sinh dựa vào kết quả của những học sinh không trúng tuyển vào lớp chuyên có tổng điểm các môn cao nhất. Kết thúc mỗi học kì, học sinh được đánh giá thông qua điểm số. Học sinh đủ điều kiện sẽ nhận được học bổng khuyến học từ Hội Khuyến học nhà trường nhằm ghi nhận sự siêng năng, tạo những động lực cho học sinh tập trung hơn vào việc học.

## Thành tích
Như những trường Trung học phổ thông khác, học sinh năm cuối phải trải qua kì thi Trung học phổ thông Quốc gia để  được công nhận tốt nghiệp và xét tuyển vào đại học. Số lượng học sinh trúng tuyển vào các trường đại học chất lượng, danh tiếng rất cao.
Rất nhiều học sinh của trường tham gia đạt giải và huy chương tại kỳ thi học sinh giỏi, cuộc thi khoa học kỹ thuật (INTEL ISEF), cuộc thi Sáng tạo thanh thiếu niên nhi đồng, hội khỏe phù đổng, văn nghệ học đường, Olympic 30/4. 

### Thi Olympic Quốc tế
Năm 2018, Đỗ Hoàng Việt, học sinh lớp 12, giành Huy chương đồng Olympic Toán học Quốc tế tại Rumani.

### Các kì thi chọn Học sinh Giỏi Quốc gia
| Năm  | Môn             | Môn     | Môn     | Môn             | Môn             | Môn     | Môn                     | Môn     | Môn             | Tổng cộng |
| Năm  | Toán            | Tin học | Vật Lý  | Hoá học         | Sinh học        | Anh Văn | Ngữ Văn                 | Lịch sử | Địa lý          | Tổng cộng |
| ---- | --------------- | ------- | ------- | --------------- | --------------- | ------- | ----------------------- | ------- | --------------- | --------- |
| 2012 | 1 (KK)          |         |         |                 |                 |         | 1 (III)                 |         |                 | 2         |
| 2013 | 2 (KK)          |         |         |                 |                 |         | 2 (III)                 | 1 (KK)  | 1 (KK)          | 6         |
| 2014 | 1 (III)         | 1 (KK)  |         |                 | 1 (III)         |         | 1 (KK)                  |         | 1 (KK)          | 5         |
| 2015 | 2 (KK)          | 1 (III) |         | 1 (III)         |                 |         | 1 (III), 1 (KK)         |         |                 | 6         |
| 2016 | 1 (III)         | 1 (KK)  |         |                 | 1 (III)         |         | 1 (III), 1 (KK)         |         | 1 (III)         | 6         |
| 2017 | 1 (II), 1 (KK)  |         |         |                 | 1 (KK)          |         | 1 (III), 2 (KK)         |         | 1 (III)         | 7         |
| 2018 | 1 (II), 1 (KK)  |         | 1 (KK)  | 1 (KK)          | 1 (III), 1 (KK) | 1 (KK)  | 1 (KK)                  |         | 1 (III), 1 (KK) | 10        |
| 2019 | 1 (III), 1 (KK) |         |         | 2 (III), 1 (KK) |                 | 1 (III) | 1 (II), 1 (III), 1 (KK) |         |                 | 9         |
| 2020 | 3 (KK)          | 1 (KK)  |         | 1 (II)          | 1 (KK)          | 2 (KK)  | 2 (KK)                  |         |                 | 10        |
| 2021 | 1 (III), 1 (KK) |         |         | 1 (III)         |                 |         |                         |         |                 | 3         |
| 2022 | 1 (III)         |         |         | 1 (III), 2 (KK) |                 |         | 1 (KK)                  |         |                 | 5         |
| 2023 | 1 (KK)          | 1 (KK)  | 2 (KK)  | 1 (III), 1 (KK) | 2 (KK)          | 1 (III) | 2 (III)                 |         | 2 (KK)          | 13        |
| 2024 | 1 (III)         | 1 (II)  | 1 (III) | 2 (KK)          | 1 (KK)          | 1 (III) | 2 (KK)                  | 1 (III) | 2 (III), 1 (KK) | 13        |